# 요르단 고고학 박물관

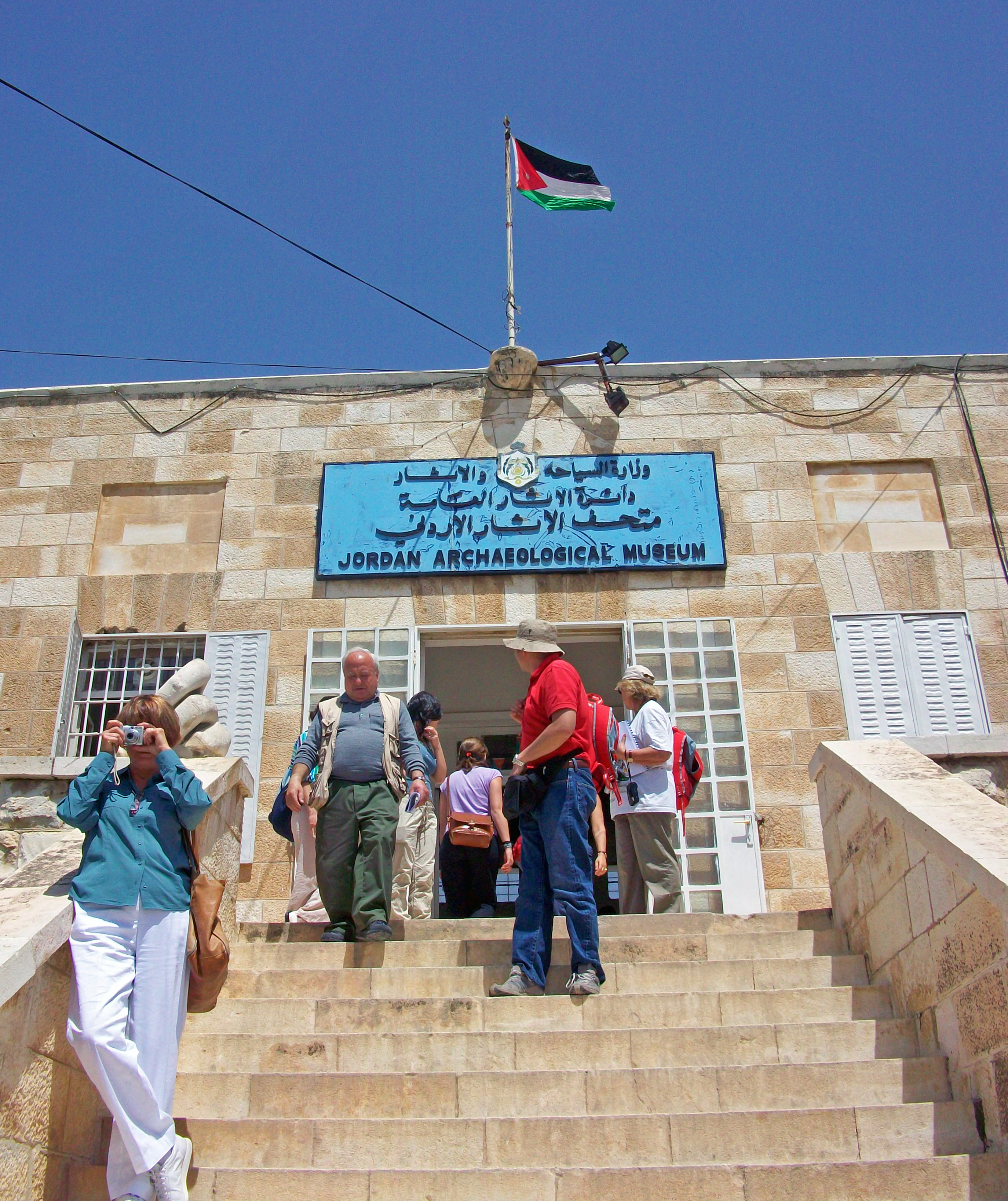
박물관 입구

요르단 고고학 박물관(Jordan Archaeological Museum)은 요르단 암만의 암만 성채에 위치한 고고학 박물관이다. 1951년 설립되었으며 선사 시대부터 15세기에 이르는 요르단의 고고학적 지역들의 유물들이 전시되어 있다.
2개의 유적지는 언덕 위 주위에 위치해 있으며, 그 중 하나는 2세기로 거슬러 올라가는 헤라클레스의 로마 사원, 나머지 하나는 8세기로 거슬러 올라가는 우마이야 궁전이다. 1967년 이전 이 박물관은 동예루살렘의 한 갈래였다.

## 같이 보기
- 대영박물관
- 이스라엘 박물관
- 이스탄불 고고학 박물관
- 루브르 박물관
- 페르가몬 박물관